# Devaraja
"Devarāja" és un terme Sànscrit que pot tenir diversos significats com a "rei déu" o "rei dels déus". En l'antic Imperi Khmer a Cambodja el terme era utilitzat en segon sentit, però només en la part sànscrita de la inscripció K. 235 de Sdok Kak Thom (en la moderna Tailàndia), una inscripció datada el 8 de febrer de 1053, referint-se a la frase khmer kamrateṅ jagat ta rāja (Senyor de l'Univers que és Rei) que descriu a la deïtat de l'Imperi Khemer esmentada en la inscripció K. 682 de Chok Gargyar (K``oh Ker) de 921 o 922 d.C.

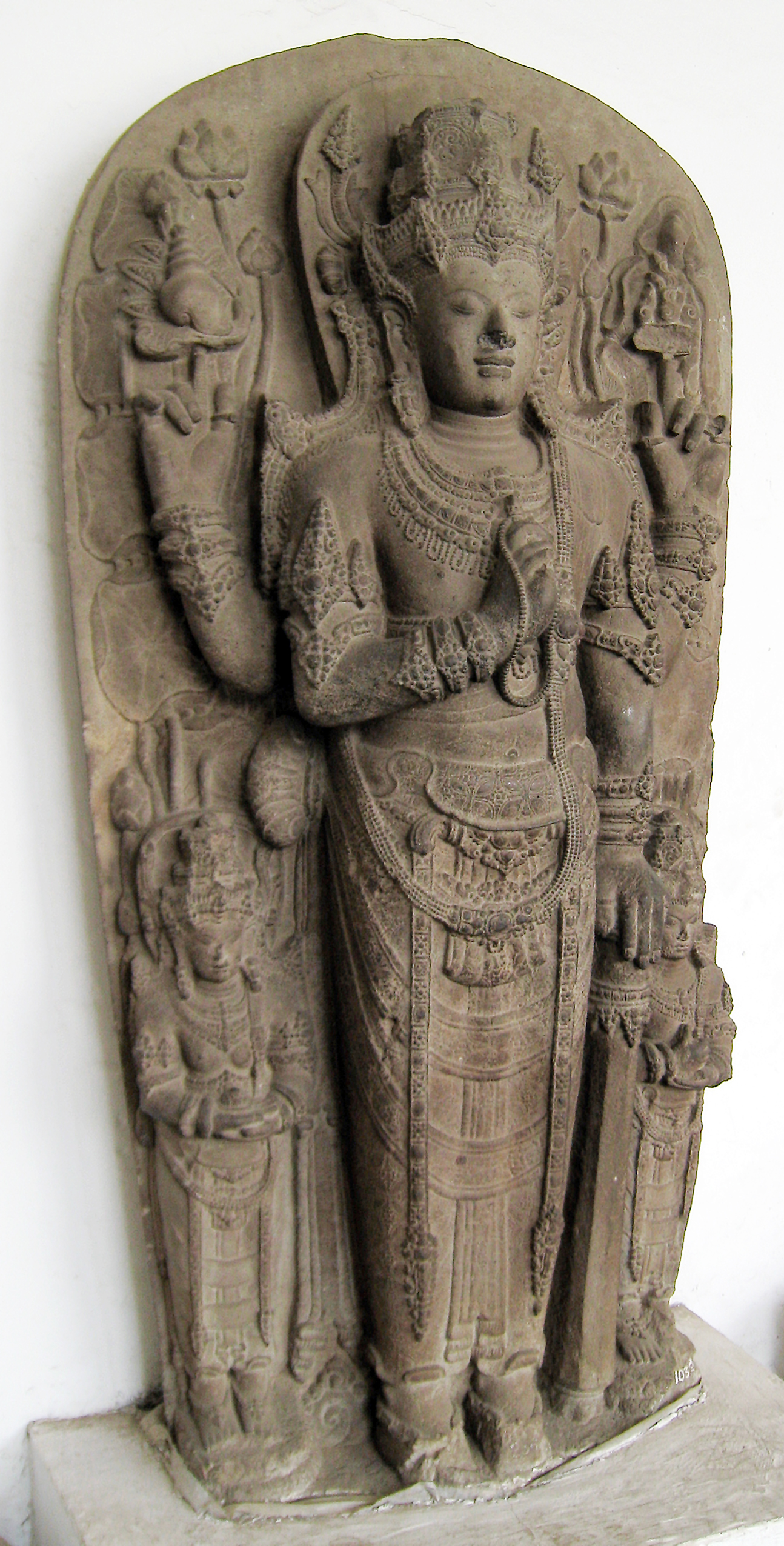
L'estàtua de Harihara, el déu amalgama de Shiva i Vishnu, com el dipòsit de cadàvers representació deïficat del rei Kertarajasa de Majapahit. Reverenciar al rei com déu encarnat en la terra és el concepte de Devaraja

## Imperi Khmer i Jayavarman II
En la inscripció de Sdok Kăk Thoṃ un membre d'una família brahmán descrivia als seus ancestres des de lka època de Jayavarman II (en khemer, ជ័យវរ្ម័នទី២), que al segle IX mitjançant el matrimoni amb la filla d'un rei local de la regió de Angkor va establir un regne que acabaria donant origen al fabulós Imperi Khmer, i que eren responsables del culte dels Devarāja (kamrateṅ jagat ta rāja). Els historiadors daten el regnat de Jayavarman II des de l'any 802 al 850, però les dates d'aquestes inscripcions són d'origen posterior (segle xi) i sense cap base històrica. Alguns estudiosos han intentat identificar a Jayavarman II amb Jayavarman Ibis, conegut per les seves inscripcions de Práḥ Thãt Práḥ Srĕi al sud de Kompoṅ Čàṃ (K. 103, datada entorn del 20 d'abril de 770 i de Lobŏ’k Srót en les rodalies de Kračèḥ prop de l'antiga ciutat de Śambhupura (K. 134, datada en el 781). La inscripció de Sdok Kăk Thoṃ va ser gravada uns 250 anys després del regnat de Jayavarman II, i en ella s'afirma que un sacerdot brahmán anomenat Hiraṇyadāman va realitzar un ritual del culte dels devarāja (en llengua khemer ទេវរាជា)) que va convertir al rei en un cakravartin, un monarca universal, un títol mai conegut abans en territori Khmer.